# Исраилова, Сацита Магомедовна
Саци́та Магоме́довна Исраи́лова (род. Грозный) — директор Национальной библиотеки Чеченской Республики, член Союза художников Чечни, член Общественной палаты Чеченской Республики, Заслуженный работник культуры Чечни, Почётный гражданин Грозного.

## Биография
Родилась в Грозном. В 1983 году окончила среднюю школу. После учёбы пришла работать в библиотеку № 12 библиотекарем детского отдела. В 1984 году стала главным библиотекарем отдела обслуживания.
В 1990 году заочно окончила Краснодарский государственный институт культуры. В том же году стала заведующим отдела обслуживания центральной городской библиотеки, а в 1992 году — директором Централизованной библиотечной системы Грозного.
В конце 1990-х годов библиотека тогдашней властью была передана бизнесменам, которые открыли в ней забегаловку. В 2000 году, когда в городе ещё шли боевые действия, Исраилова поначалу самостоятельно, а позже с добровольными помощниками, расчищала и ремонтировала полуразрушенное здание, заново комплектовала книжные фонды. Впоследствии ей пришлось потратить немало сил на то, чтобы отстоять библиотеку от хозяев кафе. Таким образом, Центральная городская библиотека стала первым учреждением культуры, действующим в разрушенном городе и долгое время оставалась единственным таким учреждением.
Опубликовала ряд работ о развитии библиотечной системы Грозного, о работе библиотечной системы Грозного в послевоенный период. Является автором работ по истории и состоянию чеченского искусства, в частности изобразительного. За этот вклад в 2011 году была принята в Союз художников Чеченской Республики. В 2006 году её статья «Миссия возрождения» была опубликована в 9-м номере журнала «Библиотека», а её фотография была помещена на обложке этого журнала.
В 2014 году стала директором Национальной библиотеки Чеченской Республики, сменив на этом посту Эдилбека Хасмагомадова.
10 ноября 2019 года в Национальной библиотеке состоялся первый Северокавказский Вики-семинар.
7 ноября 2020 года в библиотеке прошёл «Северокавказский Вики-семинар 2020».
5 июня 2025 года участвовала в заседании Совета по реализации государственной политики в сфере поддержки русского языка и языков народов Российской Федерации (в режиме видеоконференции), которое вёл Владимир Путин.

## Награды и звания
- 2004 — Медаль М. Ю. Лермонтова «За личный вклад в восстановление мира и согласия на Кавказе»;
- 2005 — Региональной общественной организацией «Интеллектуальный центр Чеченской Республики» награждена дипломом «За подвижничество в сфере интеллектуального труда»;
- 2008 — Звание «Заслуженный работник культуры ЧР»;
- 2014 — Почётный знак «За трудовое отличие»;
- 2014 — Почётный гражданин Грозного;
- Благодарственное письмо Главы Чеченской Республики Р. А. Кадырова;
- Грамоты министерства культуры Чечни, мэрии Грозного, департамента культуры[2][3][6].